# バスク語族
バスク語族（Basque languages, Vasconic languages）は孤立した言語であるバスク語と、その祖先または近縁とされるアクイタニア語からなる推定上の語族である。またバスク語の方言をいくつかの言語とみなす立場から、それらをまとめる場合バスク語族とする立場もある。本記事では前者について扱う。

## 含まれる言語
- バスク語 - ピレネー地域西部に現存する孤立した言語。インド・ヨーロッパ語族以前の先印欧語である。
- アクイタニア語† - バスク語の祖先または近縁とされる言語。バスク語とはほぼ同じ地域で話されていた。

## 含まれる可能性のある言語
- イベリア語† - イベリア半島南東部で話されていたイベリア語はバスコン語族と関係あるという見方があるが、学説としては満足する結果を得ていない。
- ピクト語† - かつてスコットランドで話されていた言語であり、ケルト語に属すとの見方もあるが、その系統は不明。フェデリコ・クルトヴィッヒはピクト語とバスク語を比較し、ピクト人とバスク人は共にインド・ヨーロッパ語族以前のヨーロッパの先住民であると主張した。

## バスコン語基層説
en:Theo Vennemannはバスク語族と同系統の諸言語が、西ヨーロッパの基層言語であったとしており、「バスコン語族」という名称を用いている。